# Брансвік (Джорджія)
Брансвік (англ. Brunswick) — місто (англ. city) в США, в окрузі Глінн штату Джорджія. Населення — 15 210 осіб (2020).

## Географія
Брансвік розташований за координатами 31°8′10″ пн. ш. 81°28′1″ зх. д. / 31.13611° пн. ш. 81.46694° зх. д. (31.136170, -81.466915).  За даними Бюро перепису населення США в 2010 році місто мало площу 65,41 км², з яких 44,22 км² — суходіл та 21,19 км² — водойми.

### Клімат
| Клімат : Брансвік                     | Клімат : Брансвік | Клімат : Брансвік | Клімат : Брансвік | Клімат : Брансвік | Клімат : Брансвік | Клімат : Брансвік | Клімат : Брансвік | Клімат : Брансвік | Клімат : Брансвік | Клімат : Брансвік | Клімат : Брансвік | Клімат : Брансвік | Клімат : Брансвік |
| Показник                              | Січ.              | Лют.              | Бер.              | Квіт.             | Трав.             | Черв.             | Лип.              | Серп.             | Вер.              | Жовт.             | Лист.             | Груд.             | Рік               |
| Абсолютний максимум, °C               | 30,0              | 31,7              | 37,2              | 37,2              | 38,3              | 40,0              | 41,1              | 39,4              | 38,3              | 35,0              | 31,7              | 30,6              | 41,1              |
| Середній максимум, °C                 | 16,9              | 18,9              | 22,0              | 25,6              | 29,3              | 32,1              | 33,5              | 32,6              | 30,1              | 26,2              | 22,3              | 18,0              | 25,6              |
| Середній мінімум, °C                  | 5,6               | 7,5               | 10,8              | 13,7              | 18,3              | 21,9              | 23,3              | 23,2              | 21,3              | 16,2              | 11,3              | 7,1               | 15,0              |
| Абсолютний мінімум, °C                | −10,6             | −8,3              | −6,1              | 0,6               | 3,3               | 10,6              | 13,3              | 16,7              | 4,4               | 2,2               | −4,4              | −7,8              | −10,6             |
| Норма опадів, мм                      | 94                | 95                | 103               | 68                | 60                | 145               | 127               | 176               | 156               | 114               | 54                | 68                | 1261              |
| Днів з опадами                        | 8,4               | 8,8               | 7,7               | 6,0               | 6,7               | 11,3              | 11,6              | 12,6              | 10,6              | 7,6               | 6,3               | 7,8               | 105,2             |
| ------------------------------------- | ----------------- | ----------------- | ----------------- | ----------------- | ----------------- | ----------------- | ----------------- | ----------------- | ----------------- | ----------------- | ----------------- | ----------------- | ----------------- |
| Джерело: NOAA (extremes 1895−present) |                   |                   |                   |                   |                   |                   |                   |                   |                   |                   |                   |                   |                   |

## Демографія
Згідно з переписом 2010 року, у місті мешкали 15 383 особи в 5762 домогосподарствах у складі 3522 родин. Густота населення становила 235 осіб/км².  Було 6832 помешкання (104/км²).
Расовий склад населення:
| - 59,2 % — чорних або афроамериканців - 31,4 % — білих - 0,6 % — азіатів - 0,3 % — корінних американців - 0,1 % — вихідців з тихоокеанських островів - 6,4 % — осіб інших рас |

До двох чи більше рас належало 2,0 %. Частка іспаномовних становила 11,3 % від усіх жителів.
За віковим діапазоном населення розподілялося таким чином: 27,6 % — особи молодші 18 років, 59,5 % — особи у віці 18—64 років, 12,9 % — особи у віці 65 років та старші. Медіана віку мешканця становила 32,6 року. На 100 осіб жіночої статі у місті припадало 89,5 чоловіків;  на 100 жінок у віці від 18 років та старших — 83,9 чоловіків також старших 18 років.
Середній дохід на одне домашнє господарство  становив 38 230 доларів США (медіана — 26 222), а середній дохід на одну сім'ю — 44 817 доларів (медіана — 33 352). Медіана доходів становила 29 368 доларів для чоловіків та 23 674 долари для жінок. За межею бідності перебувало 35,3 % осіб, у тому числі 53,0 % дітей у віці до 18 років та 14,8 % осіб у віці 65 років та старших.
Цивільне працевлаштоване населення становило 6598 осіб. Основні галузі зайнятості: освіта, охорона здоров'я та соціальна допомога — 20,2 %, мистецтво, розваги та відпочинок — 19,5 %, науковці, спеціалісти, менеджери — 14,9 %, роздрібна торгівля — 14,8 %.